# The Oprah Winfrey Show
The Oprah Winfrey Show var en amerikansk talkshow ledd och producerad av Oprah Winfrey. Serien sändes i USA mellan 1986 och 25 maj 2011 och är därmed den talkshow som sänts längst i nationell television. I en intervju med Larry King (2007) sa Oprah att hon år 2011 inte kommer att förnya sitt kontrakt och därmed sluta producera programmet.
The Oprah Winfrey Show sändes i fler än hundra länder. I Sverige visades den först av TV5 Nordic, från hösten 1999 i TV4, sedan i TV3 och från år 2003 åter i TV4. Showen har blivit utnämnd till en av de bästa TV-serierna under 1900-talet i det amerikanska nyhetsmagasinet Time. Oprah har stort inflytande på människor, speciellt kvinnor, och många av programmets ämnen påverkar amerikanernas kulturella medvetenhet. 

## Wildest Dreams
Ett av programmets kännetecken har de senaste åren varit turnén "Wildest Dreams" (Vilda drömmar) som uppfyller människors högsta drömmar. Det kan handla om ett nytt hus, möten med en favoritskådespelare eller att få en gästroll i ett populärt TV-program.
Vid sin 19:e säsongspremiär överraskade Oprah sin publik genom att ge dem en Pontiac G6 var. Detta har kallats en av de största händelserna i TV-historien av den amerikanska tidningen TV Guide.

## Intervjuer
Oprah Winfrey har intervjuat många kända personer under de senaste tjugo åren. Hon ställer frågor som berör dem personligen. 
Musikartister som Oprah har intervjuat: Madonna, Prince, Michael Jackson, Barbra Streisand, Julio Iglesias, Cher, Bono, Britney Spears, Celine Dion, Paul McCartney, Lionel Richie, Diana Ross, Tina Turner, Jon Bon Jovi.
Här följer ett antal av de skådespelare hon intervjuat: John Travolta, Julia Roberts, Mel Gibson, Eddie Murphy, Goldie Hawn, Kurt Russell, Bruce Willis, Leonardo DiCaprio, Nicole Kidman, Jude Law, Hilary Swank, Salma Hayek, Billy Crystal, Tom Hanks, Elizabeth Taylor, Tom Cruise, Sidney Poitier och Johnny Depp.
Hon har även intervjuat dessa: George W. Bush, John F. Kennedy Jr., Barack Obama, drottning Rania av Jordanien, Muhammad Ali, Hillary Rodham Clinton, Barbara Walters, Jerry Seinfeld, Jamie Foxx, Priscilla Presley, Nelson Mandela, Elie Wiesel, Jay Leno, Steven Spielberg, Lisa Marie Presley, Tiger Woods, Tatum O'Neal, Trinny Woodall, Susannah Constantine och den första intervjun med Whitney Houston sedan 2002.
Några av dessa intervjuer har fått stor uppmärksamhet i media, exempelvis intervjun med Tom Cruise på grund av att han hoppade upp och ned i soffan och deklarerade sin kärlek till sin nya flickvän.

## Urval av händelser som tagits upp i programmet
- Bombdådet i Oklahoma City
- 11 september-attacken
- Columbine-massakern
- Tsunamikatastrofen
- O.J. Simpsons rättegång
- AIDS
- Fattigdom i Afrika

## DVD
En jubileumsbox med de bästa avsnitten finns tillgänglig.